# 喜蔭鼠尾鱈
喜蔭鼠尾鱈為輻鰭魚綱鱈形目鼠尾鱈科的其中一種，分布於北大西洋加拿大拉不拉多、格陵蘭、冰島、愛爾蘭、法羅群島、挪威等海域，屬深海底棲性魚類，深度100-1000公尺，本魚吻短而尖，體灰色，體長可達110公分，棲息在底層水域，以片腳類、貝類、棘皮動物等為食，生活習性不明，可做為食用魚。